# Sound and Vision
Sound and Vision är en låt skriven och framförd av David Bowie och är med på hans album Low från 1977. Sången släpptes även som singel senare samma år. Albumet Low spelades in 1976 i en studio utanför Paris. Skivan är producerad av Tony Visconti. Lite kuriosa i sammanhanget: Tony Visconti var vid tillfället gift med den walesiska popsångerskan Mary Hopkin, mest känd för sin stora hit Those were the days som toppade listorna världen över på hösten 1968. Det är Mary Hopkin, tillsammans med Brian Eno, som sjunger Do-doo-do-biten på introt av låten Sound and vision. Sound and vision utgavs som singel 1977 och nådde som bäst plats nummer tre på englandslistan.